# Ischionodonta platensis
Ischionodonta platensis är en skalbaggsart som först beskrevs av Louis Alexandre Auguste Chevrolat 1859.  Ischionodonta platensis ingår i släktet Ischionodonta och familjen långhorningar.
Artens utbredningsområde är Uruguay. Inga underarter finns listade i Catalogue of Life.